# Gerichtsbezirk Lomnitz an der Popelka
Der Gerichtsbezirk Lomnitz an der Popelka (bis 1896 Lomnitz, tschechisch: soudní okres Lomnice nad Popelkou, bis 1896 Lomnice) war ein dem Bezirksgericht Lomnitz an der Popelka unterstehender Gerichtsbezirk im Kronland Böhmen. Er umfasste Gebiete im Norden Böhmens im heutigen Liberecký kraj. Zentrum des Gerichtsbezirks war die Stadt Lomnitz an der Popelka (Lomnice nad Popelkou). Das Gebiet gehörte seit 1918 zur neu gegründeten Tschechoslowakei und ist seit 1993 Teil der Tschechischen Republik.

## Geschichte
Die ursprüngliche Patrimonialgerichtsbarkeit wurde im Kaisertum Österreich nach den Revolutionsjahren 1848/49 aufgehoben. An ihre Stelle traten die Bezirks-, Landes- und Oberlandesgerichte, die nach den Grundzügen des Justizministers geplant und deren Schaffung am 6. Juli 1849 von Kaiser Franz Joseph I. genehmigt wurde. Der Gerichtsbezirk Lomnitz gehörte zunächst zum Kreis Jičin und umfasste 1854 die 25 Katastralgemeinden Altlomnic, Běla, Bittauchow, Cidlina, Chlum, Hollenic, Kyje, Knižnic, Koschow, Koschtialow, Kostelko, Libuň, Liebstadtl, Lhoiabradlec, Lomnic, Neudorf, Plauschnitz, Rudolfowic, Rwačow, Stružinec, Siřenow, Tuhan, Wesselý, Žernow und Žlabek. Der Gerichtsbezirk Lomnitz bildete im Zuge der Trennung der politischen von der judikativen Verwaltung ab 1868 gemeinsam mit den Gerichtsbezirken Semil (tschechisch: soudní okres Semily) und Eisenbrod (Železný Brod) den Bezirk Semil. 1896 wurde der Gerichtsbezirk Lomnitz analog zur Umbenennung bzw. Namensergänzung des Gerichtssitzes in Lomnitz an der Popelka bzw. Lomnice nad Popelkou benannt.
Im Gerichtsbezirk Lomnitz an der Popelka lebten 1869 17.636 Menschen auf einer Fläche von 2,2 Quadratmeilen bzw. in 24 Gemeinden. 1900 waren es 17.453 Personen. Der Gerichtsbezirk Lomnitz an der Popelka wies 1910 eine Bevölkerung von 18.540 Personen auf, von denen 18.516 Tschechisch und 10 Deutsch als Umgangssprache angaben. Im Gerichtsbezirk lebten zudem 14 Anderssprachige oder Staatsfremde.
Durch die Grenzbestimmungen des am 10. September 1919 abgeschlossenen Vertrages von Saint-Germain kam der Gerichtsbezirk Lomnitz an der Popelka vollständig zur neugegründeten Tschechoslowakei, wobei die Gerichtseinteilung bis 1938 im Wesentlichen bestehen blieb. Nach dem Münchner Abkommen wurde das Gebiet dem Protektorat Böhmen und Mähren zugeschlagen und wurde nach dem Zweiten Weltkrieg Teil des Okres Semily, zu dem es bis heute gehört. Nachdem die Bezirksbehörden im Zuge einer Verwaltungsreform 2003 ihre Verwaltungskompetenzen verloren, werden diese von den Gemeinden bzw. dem Liberecký kraj wahrgenommen, zu dem das Gebiet um Lomnice nad Popelkou seit Beginn des 21. Jahrhunderts gehört.

## Gerichtssprengel
Der Gerichtssprengel umfasste 1910 die 26 Gemeinden Bělá (Běla), Bradlecká Lhota (Lhota Bradletz), Chlum, Cidlina, Holenice (Holenitz), Jívany (Jiwan), Knížnice (Knižnitz), Košov (Koschow), Košťálov (Koschtialow), Kotelsko, Kyje (Kaile), Libštát (Liebstadtl), Libuň (Libun), Lomnice nad Popelkou (Lomnitz an der Popelka), Nová Ves (Neudorf), Ploužnice (Plauschnitz), Rváčov (Rwačow), Stará Lomnice (Altlomnitz), Stružinec (Stružinetz), Syřenov (Syřenow), Tatobity (Tatobit), Tuhaň (Tuhan), Veselá (Wessely), Žďár (Zdar), Želechy (Želech) und Žernov (Žernow).